# FDP-Bundesparteitag 2004
Koordinaten: 51° 3′ 31,3″ N, 13° 43′ 53,5″ O

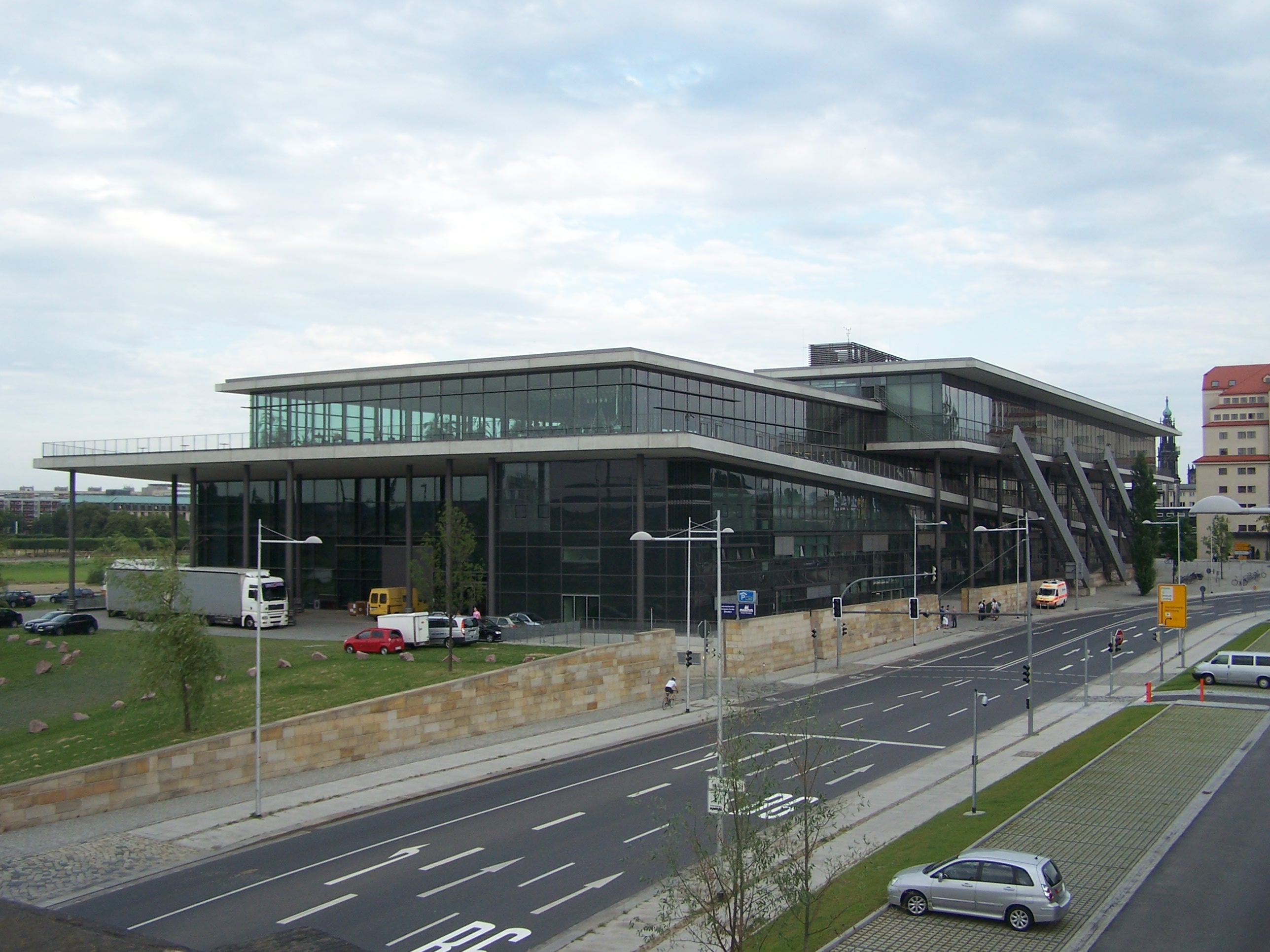
Dresden Kongresszentrum

Den Bundesparteitag der FDP 2004 hielt die FDP vom 5. bis 6. Juni 2004 in Dresden ab. Es handelte sich um den 55. ordentlichen Bundesparteitag der FDP in der Bundesrepublik Deutschland.

## Verlauf
Der Parteitag stand ganz im Zeichen der Europawahl im Juni. Der FDP-Fraktionsvorsitzende Wolfgang Gerhardt und der Parteivorsitzende Guido Westerwelle setzten sich für eine deutsche Außenpolitik unter freiheitlich-rechtsstaatlichen Vorgaben ein.

## Beschlüsse
Es wurden „Leitsätze für die freie und faire Gesellschaft“ sowie „Zehn liberale Leitsätze zum transatlantischen Verhältnis“ verabschiedet und ein Beschluss zum Aussetzen der Wehrpflicht gefasst. Es wurde außerdem ein Modell zur Reform des Gesundheitswesens, Papiere zur Vereinfachung der Umsatzsteuer, zur Erbschaftssteuer auf Betriebsvermögen und zum Bürokratieabbau beschlossen sowie ein wirtschaftspolitisches Papier „Arbeitsplätze schaffen – Machtkartelle aufbrechen“ verabschiedet. 